# Etienne Cocquyt
Etienne Cocquyt (Zomergem, 11 mei 1935 – Carcassonne, 1 augustus 2025) was een Belgisch tv-kok.
Cocquyt presenteerde van 1983 tot 1990 op de Belgische Radio- en Televisieomroep (BRT) de kookprogramma's Kwizien en Krokant. Hij was hiermee een van de eerste koks in Vlaanderen die bekend werd van televisie. Hij heeft vele kookboeken en boeken voor wijnkenners gepubliceerd en woonde in Zuid-Frankrijk, waar hij in de Corbières een eigen wijngaard had. Samen met Joris Luyten lanceerde hij ook het magazine Culinaire Ambiance, waarin hij onder meer artikels over wijn schreef.
Etienne Cocquyt overleed op 1 augustus 2025.